# Шовен (Луїзіана)
Шовен (англ. Chauvin) — переписна місцевість (CDP) в США, в окрузі Террбонн штату Луїзіана. Населення — 2575 осіб (2020).

## Географія
Шовен розташований за координатами 29°26′43″ пн. ш. 90°35′37″ зх. д. / 29.44528° пн. ш. 90.59361° зх. д. (29.445273, -90.593615).  За даними Бюро перепису населення США в 2010 році переписна місцевість мала площу 12,35 км², з яких 12,33 км² — суходіл та 0,02 км² — водойми.

## Демографія
Згідно з переписом 2010 року, у переписній місцевості мешкало 2912 осіб у 986 домогосподарствах у складі 771 родини. Густота населення становила 236 осіб/км².  Було 1092 помешкання (88/км²).
Расовий склад населення:
| - 91,4 % — білих - 4,1 % — корінних американців - 2,1 % — чорних або афроамериканців - 1,1 % — азіатів - 0,1 % — вихідців з тихоокеанських островів |

До двох чи більше рас належало 0,8 %. Частка іспаномовних становила 1,1 % від усіх жителів.
За віковим діапазоном населення розподілялося таким чином: 26,7 % — особи молодші 18 років, 59,5 % — особи у віці 18—64 років, 13,8 % — особи у віці 65 років та старші. Медіана віку мешканця становила 36,1 року. На 100 осіб жіночої статі у переписній місцевості припадало 100,3 чоловіків;  на 100 жінок у віці від 18 років та старших — 97,4 чоловіків також старших 18 років.
Середній дохід на одне домашнє господарство  становив 56 108 доларів США (медіана — 46 141), а середній дохід на одну сім'ю — 58 471 долар (медіана — 47 000). Медіана доходів становила 46 400 доларів для чоловіків та 29 286 доларів для жінок. За межею бідності перебувало 21,6 % осіб, у тому числі 31,5 % дітей у віці до 18 років та 10,0 % осіб у віці 65 років та старших.
Цивільне працевлаштоване населення становило 1049 осіб. Основні галузі зайнятості: сільське господарство, лісництво, риболовля — 19,6 %, освіта, охорона здоров'я та соціальна допомога — 12,8 %, роздрібна торгівля — 12,7 %.